# Ернестиново
45°27′ пн. ш. 18°40′ сх. д. / 45.45° пн. ш. 18.66° сх. д.
Ернестиново (хорв. Ernestinovo) – громада і населений пункт в Осієцько-Баранській жупанії Хорватії.

## Населення
Населення громади за даними перепису 2011 року становило 2 189 осіб. Населення самого поселення становило 1047 осіб.
Динаміка чисельності населення громади:
Динаміка чисельності населення центру громади:

## Населені пункти
Крім поселення Ернестиново, до громади також входять: 
- Дивош
- Ласлово

## Клімат
Середня річна температура становить 11,08°C, середня максимальна – 25,58°C, а середня мінімальна – -6,18°C. Середня річна кількість опадів – 667 мм.
| Клімат поселення                              | Клімат поселення | Клімат поселення | Клімат поселення | Клімат поселення | Клімат поселення | Клімат поселення | Клімат поселення | Клімат поселення | Клімат поселення | Клімат поселення | Клімат поселення | Клімат поселення | Клімат поселення |
| Показник                                      | Січ.             | Лют.             | Бер.             | Квіт.            | Трав.            | Черв.            | Лип.             | Серп.            | Вер.             | Жовт.            | Лист.            | Груд.            |                  |
| Середній максимум, °C                         | 5,88             | 8,06             | 12,66            | 17,28            | 22,63            | 25,58            | 25,36            | 24,97            | 20,92            | 15,45            | 9,48             | 5,54             |                  |
| Середня температура, °C                       | −0,17            | 2,00             | 6,60             | 11,30            | 16,59            | 19,54            | 21,24            | 20,87            | 16,80            | 11,30            | 5,40             | 1,40             |                  |
| Середній мінімум, °C                          | −6,18            | −3,99            | 0,60             | 5,23             | 10,59            | 13,51            | 17,14            | 16,74            | 12,68            | 7,22             | 1,25             | −2,69            |                  |
| Норма опадів, мм                              | 44               | 38               | 42               | 52               | 60               | 83               | 65               | 62               | 51               | 56               | 63               | 51               |                  |
| Середньомісячна швидкість вітру, м/с          | 2.30             | 2.50             | 2.80             | 2.70             | 2.40             | 2.20             | 2.20             | 2.00             | 2.00             | 2.10             | 2.20             | 2.30             |                  |
| Середньомісячна сонячна радіація, кДж/м²·день | 4248             | 6930             | 10934            | 15518            | 19410            | 21591            | 22255            | 20435            | 14975            | 9472             | 4817             | 3564             |                  |
| --------------------------------------------- | ---------------- | ---------------- | ---------------- | ---------------- | ---------------- | ---------------- | ---------------- | ---------------- | ---------------- | ---------------- | ---------------- | ---------------- | ---------------- |
| Джерело:                                      |                  |                  |                  |                  |                  |                  |                  |                  |                  |                  |                  |                  |                  |